# Horst Schäfer (Schauspieler, 1929)
Horst Schäfer (* 23. Juli 1929 in Kassel; † 3. Dezember  1978 in Ost-Berlin) war ein deutscher Schauspieler und Hörspielsprecher.

## Leben
Über das Leben des 1929 in Kassel geborenen Horst Schäfer sind nur lückenhafte Informationen vorhanden. Neben vielen Rollen in Spielfilmen der DEFA und des Deutschen Fernsehfunks, später des Fernsehens der DDR, wirkte er auch als Hörspielsprecher beim Rundfunk der DDR. Als Theaterschauspieler sind nur wenige Engagements nachzuweisen.
Horst Schäfer war verheiratet mit Margot Schäfer-Spielvogel. Er verstarb 1978 im Alter von nur 49 Jahren in Berlin.

## Filmografie
- 1960: Der schweigende Stern
- 1962: Das grüne Ungeheuer (Fernsehserie, 1 Episode)
- 1963: Die Spur führt in den 7. Himmel (Fernseh-Fünfteiler)
- 1963: Es geht nicht ohne Liebe (Fernsehfilm)
- 1964: Pension Boulanka
- 1965: Der Staatsanwalt hat das Wort: Das Haus am See (Fernsehreihe)
- 1967: Die Fahne von Kriwoj Rog
- 1968: Rote Bergsteiger (Fernsehserie, 6 Episoden)
- 1968: Hauptmann Florian von der Mühle
- 1970: Ich – Axel Cäsar Springer (Fernseh-Fünfteiler, 1 Episode)
- 1970: Zollfahndung (Fernsehserie, 1 Episode)
- 1971: Salut Germain (Fernsehserie, 1 Episode)
- 1973: Die Hosen des Ritters von Bredow
- 1975–1978: Das unsichtbare Visier (Fernsehserie, 3 Episoden)

## Theater
- 1957: Joachim Weymann: Generationen (Rolf) – Regie: Gert Beinemann (Maxim-Gorki-Theater Berlin)
- 1959: Herbert Keller: Begegnung 57 – Regie: Hagen Mueller-Stahl  (Volksbühne Berlin – Theater im 3. Stock)
- 1962: Konstantin Simonow: Der Vierte – Regie: Lothar Bellag (Volksbühne Berlin – Theater im 3. Stock)
- 1963: Lew Tolstoi: Krieg und Frieden – Regie: Wolfgang Heinz/Hannes Fischer (Volksbühne Berlin)

## Hörspiele
- 1957: Hermann Schreiber: Das Ende der „Kashmir Princess“ – Regie: Helmut Hellstorff (Hörspiel – Rundfunk der DDR)
- 1965: Heinz Klemm: Fünfzehntausend Francs (Abdulaje) – Regie: Joachim Staritz (Kinderhörspiel – Rundfunk der DDR)
- 1968: Hans von Oettingen: Rostiger Ruhm (Redakteur Wolf) – Regie: Wolfgang Brunecker (Hörspiel – Rundfunk der DDR)
- 1969: Fritz Selbmann: Ankunft in der Stunde Null (Iden) – Regie: Fritz Ernst Fechner (Hörspiel aus der Serie „Ein weiter Weg“, Teil 8 – Rundfunk der DDR)
- 1975: Erik Knudsen: Not kennt kein Gebot oder Der Wille Opfer zu bringen (Amby) – Regie: Peter Groeger (Hörspiel – Rundfunk der DDR)
- 1975: Alfred Farag: Die Flamme ist im Olivenhain (Flieger) – Regie: Peter Groeger (Hörspiel – Rundfunk der DDR)
- 1976: Rudolf Bartsch: Der geschenkte Mörder (Dr. Grach) – Regie: Fritz Ernst Fechner (Kriminalhörspiel, 2 Teile – Rundfunk der DDR)
- 1976: Erich Schlossarek: Der Tadel (Musiklehrer) – Regie: Fritz Göhler (Hörspiel – Rundfunk der DDR)
- 1977: Claude Aveline: Wagen 7, Platz 15 (Bonardel) – Regie: Peter Groeger (Hörspiel – Rundfunk der DDR)
- 1978: Antonio Skármeta: Nixpassiert (Sprecher) – Regie: Peter Groeger (Hörspiel – Rundfunk der DDR)
- 1978: Karl-Heinz Tesch: Der schreckliche Gott (Scheibele) – Regie: Fritz Ernst Fechner (Kriminalhörspiel/Kurzhörspiel – Rundfunk der DDR)
- 1979: Joachim Witte: Otto’s Otto (Tomuscheit) – Regie: Joachim Witte (Hörspielreihe: Neumann, zweimal klingeln – Rundfunk der DDR)
- 1979: Maxime N'Debeka: Der Präsident (Wächter) – Regie: Helmut Hellstorff (Hörspiel – Rundfunk der DDR)